# Ludwig Rousseau
Georg Ludwig Claudius Rousseau (* 24. September 1724 in Bad Königshofen im Grabfeld; † 24. Januar 1794 in Ingolstadt) war ein deutscher Pharmazeut, Apotheker und Chemiker. Er war Professor für Chemie an der Universität Ingolstadt.

## Leben
Sein Vater war ein Arzt aus Arlon und wirkte in Neustadt an der Saale. Rousseau ging in die Apothekerlehre in Kitzingen, Würzburg, Augsburg (Hofapotheke), München und Passau und wurde 1748 Apotheker-Provisor in Ingolstadt. 1751 heiratete er die Tochter des Apothekers Johann Sebastian Cavallo und übernahm eine von dessen zwei Apotheken in Ingolstadt (die Untere Apotheke). Er wurde Bürger von Ingolstadt und erhielt das Apothekerzeugnis von der Medizinischen Fakultät der dortigen Universität. Außerdem erhielt er Unterricht vom Anatomieprofessor Leonhard Obermayer, mit dem er sich befreundete, und bildete sich außerdem im Selbststudium in Physik, Philosophie und Chemie weiter. 1760 wurde er Demonstrator für Chemie und im selben Jahr auch Lehrer für theoretische Chemie, erhielt aber erst 1773 den Professorentitel in der Philosophischen Fakultät. 1775 wechselte er in die Medizinische Fakultät, aus der man ihn zwar vorübergehend wieder entfernte, auf seinen Einspruch beim Kurfürsten aber 1776 wieder aufnahm. Er erhielt auch die medizinische Doktorwürde und war damit Professor der Medizin. Neben Chemie lehrte er auch ab 1773 Naturgeschichte und ab 1776 Pharmazie. Seine Apotheke verkaufte er. Rousseau war auch schon einige Zeit im Stadtrat von Ingolstadt. 1778 baute er ein chemisches Labor für die Universität (entstanden aus seinem eigenen Apothekenlabor). Er war viermal Dekan der Medizinischen Fakultät und 1790 Rektor der Universität, der er bei seinem Tod seine chemische Bibliothek vermachte.
Er lehrte Chemie nach den Lehrbüchern von Johann Christian Polycarp Erxleben und Hermann Boerhaave. Er trug später sowohl die Phlogiston-Theorie nach Georg Ernst Stahl vor als auch die neuere Auffassung der Chemie nach Antoine-Laurent Lavoisier, ohne eindeutig Partei zu nehmen (neigte aber zu Lavoisier).
Er war Mitglied der Leopoldina und der landwirtschaftlichen Akademie in Burghausen.

## Schriften
- Nützliche Anwendung der Mineralien in den Künsten und wirthschaftlichen Dingen zum allgemeinen Gebrauch, Ingolstadt 1773
- Vertheidigung der Chemie wider die Vorurtheile unserer Zeiten; Rede bey Eröffnung chemischer Vorlesungen,  Ingolstadt 1774.
- Abhandlung von den Salzen, nach seinen Lehrstunden verfaßt, Eichstädt und Günzburg 1781.
- In die Naturlehre, Arzeney, Kameral und Polizey Wissenschaften einschlagende, den Vorurtheilen und Aberglauben entgegenstehende, kurze Erinnerungen seiner chemisch mineralogischen Lehrstunden, für seine Schüler,  Ingolst. 1789
- Chemisch-mineralogische Abhandlungen, welche in die Naturlehre, Arzney, Kameral und Polizeywissenschaften einschlagen, und den Vorurtheilen und dem Aberglauben entgegenstehen, Nürnberg 1790
- Anfangsgründe der Chemie, Eichstädt und Leipzig 1782